# Dia do Blog
O Dia do Blogue foi estabelecido de forma informal para o dia 31 de agosto. É o dia internacional do blogue.
Esta data foi escolhida porque seus números 31/08 se assemelham com a palavra Blog.
Foi estabelecido que durante esse dia, bloggers de todo o mundo deverão colocar uma mensagem aos seus leitores, apontando para outros blogues que considerem interessantes. Assim seus leitores poderão descobrir novos blogues para serem lidos, divulgando os blogues pela internet.